# Praia de Itaguaré
A Praia de Itaguaré está localizada no município de Bertioga, região da Baixada Santista.
Praia de grande beleza cênica, é considerada um dos últimos redutos expressivos de vegetação intocada na Baixada Santista. Nela existem importantes remanescentes da mata, vegetação bastante degradada e em risco de extinção.
A área de vegetação de Itaguaré é contínua da linha costeira - ou seja, desde a praia - até a Serra do Mar, sem interrupções. Com cerca de 3 km², é a última praia totalmente preservada na Baixada Santista, frequentada principalmente por surfistas e ecoturistas.
O Conselho Estadual do Meio Ambiente - Consema, órgão ambiental paulista, vem discutindo nos últimos onze anos a proposta sobre o zoneamento ecológico-econômico da região da Baixada Santista. O zoneamento ecológico-econômico da região é importante porque estabelece o que pode e o que não pode ser feito no que restou de mata atlântica e manguezais na Baixada Santista. 

## Pressão imobiliária
O mercado imobiliário cobiça a área da Praia de Itaguaré, numa disputa acirrada com os ambientalistas. O foco da disputa é justamente o zoneamento ecológico-econômico da Baixada Santista, cujas diretrizes estão sendo debatidas no Consema. Enquanto os especuladores do mercado imobiliário planejam grandes empreendimentos no local, os ambientalistas lutam para que a área continue preservada, o que deverá ser definido expressamente no zoneamento ecológico-econômico da região. 
Mesmo sem ter sido atingida pela degradação ambiental causada por empreendimentos imobiliários, a Praia de Itaguaré tem sofrido alguns danos, por conta dos resíduos trazidos principalmente pelo Rio Itaguaré e depositados nas areias da praia. Vez ou outra a própria comunidade da região da Praia de Itaguaré se une para recolher os resíduos e limpar a praia, ação cuja responsabilidade é da municipalidade de Bertioga.